# Grand Prix de Dottignies
De Grand Prix de Dottignies was een eendaagse wielerwedstrijd voor vrouwen die van 2002 tot en met 2018 werd georganiseerd en op de eerste maandag van april werd verreden (doorgaans op de dag na de Ronde van Vlaanderen) met Dottenijs (Waals: Dottignies) in de Belgische provincie Henegouwen als start- en finishplaats. De wedstrijd viel in de UCI 1.2-categorie.
In 2002 werd de eerste editie gewonnen door de Italiaanse Alessandra Cappellotto. Vaak draaide de wedstrijd uit op een massasprint; recordhoudster is dan ook topsprintster Giorgia Bronzini met drie zeges ( 2007, 2014 en 2016). De wedstrijd werd ook gewonnen door de Nederlandse sprintster Kirsten Wild (2010) en de Belgische sprintster Jolien D'Hoore (2017). Vera Koedooder was in 2013 de laatste die solo finiste; het podium was toen volledig Nederlands met Iris Slappendel en Sanne van Paassen op plek twee en drie.
De wedstrijd stond ook in 2019 gepland, maar werd op het laatste moment geannuleerd. De rensters (inclusief titelverdedigster en Europees kampioene Marta Bastianelli die een dag eerder de Ronde van Vlaanderen won) stonden zelfs al klaar aan de start, toen de organisatie de wedstrijd moest afblazen vanwege te weinig veiligheidsmotoren. De wedstrijd keerde vervolgens niet terug op de kalender. De Ronde de Mouscron kan als opvolgende koers worden gezien, gezien de locatie (beide in de gemeente Moeskroen) en plaats op de wielerkalender.

## Erelijst
| Jaar | Winnares               | Tweede               | Derde                |
| ---- | ---------------------- | -------------------- | -------------------- |
| 2002 | Alessandra Cappellotto | Anja Nobus           | Vera Koedooder       |
| 2003 | Baukje Doedee          | Debby Mansveld       | Evy Van Damme        |
| 2004 | Olga Sljoesarjova      | Tanja Hennes-Schmidt | Valentina Karpenko   |
| 2005 | Nicole Cooke           | Katie Brow           | Oenone Wood          |
| 2006 | Oenone Wood            | Olivia Gollan        | Suzanne de Goede     |
| 2007 | Giorgia Bronzini       | Rochelle Gilmore     | Regina Schleicher    |
| 2008 | Marianne Vos           | Kirsten Wild         | Grete Treier         |
| 2009 | Sarah Düster           | Trixi Worrack        | Chantal Blaak        |
| 2010 | Kirsten Wild           | Giorgia Bronzini     | Monia Baccaille      |
| 2011 | Emma Johansson         | Monia Baccaille      | Annemiek van Vleuten |
| 2012 | Monia Baccaille        | Emma Johansson       | Alona Andruk         |
| 2013 | Vera Koedooder         | Iris Slappendel      | Sanne van Paassen    |
| 2014 | Giorgia Bronzini       | Shelley Olds         | Lucy Garner          |
| 2015 | Roxane Fournier        | Chloe Hosking        | Pascale Jeuland      |
| 2016 | Giorgia Bronzini       | Marta Bastianelli    | Roxane Fournier      |
| 2017 | Jolien D'Hoore         | Chloe Hosking        | Jelena Erić          |
| 2018 | Marta Bastianelli      | Elisa Balsamo        | Pascale Jeuland      |

### Meervoudige winnaars
| Overwinningen | Renster          | Jaren            |
| ------------- | ---------------- | ---------------- |
| 3             | Giorgia Bronzini | 2007, 2014, 2016 |

### Overwinningen per land
| Overwinningen | Land                                                                          |
| ------------- | ----------------------------------------------------------------------------- |
| 6             | Italië                                                                        |
| 4             | Nederland                                                                     |
| 1             | Australië, België, Duitsland, Frankrijk, Rusland, Verenigd Koninkrijk, Zweden |